# December (Kenny Loggins)
December è il decimo album in studio da solista del musicista statunitense Kenny Loggins, pubblicato nel 1998.

## Tracce
1. Walking in the Air (Howard Blake) – 5:23
2. The Christmas Song (Mel Tormé, Robert Wells) – 4:34
3. The Bells of Christmas (Kenny Loggins, Steve Wood) – 5:58
4. Coventry Carol (Traditional) – 3:08
5. Christmas Time Is Here (Vince Guaraldi, Lee Mendelson) – 5:03
6. Angels in the Snow (Loggins, Julia Loggins, Wood) – 5:07
7. White Christmas (Irving Berlin) – 3:53
8. Some Children See Him (Alfred Burt, Wihla Hutson) – 4:58
9. On Christmas Morning (David Foster, Loggins) – 4:11
10. Have Yourself a Merry Little Christmas (Ralph Blane, Hugh Martin) – 5:18
11. December (Peter Kater, Loggins) – 5:38